# Třída Tchedžo Veliký
Třída Tchedžo Veliký[zdroj⁠?!] či třída KD-III je třída protiletadlových raketových torpédoborců jihokorejského námořnictva, postavených v rámci programu Korean Destroyer eXperimental (KDX-III). Třídu tvoří celkem tři jednotek. Tři do služby vstoupily v letech 2008–2012, Plavidla jsou vybavena americkým pokročilým zbraňovým systémem Aegis a jsou schopna boje proti hladinovým, pozemním, vzdušným cílům i proti ponorkám. Svou konstrukcí představují největší a nejsilněji vyzbrojenou verzi torpédoborců.
Pro operace této třídy torpédoborců byla vystavěna nová základna na strategicky umístěném ostrově Čedžu. Základna zahájila provoz na konci roku 2015.

## Stavba

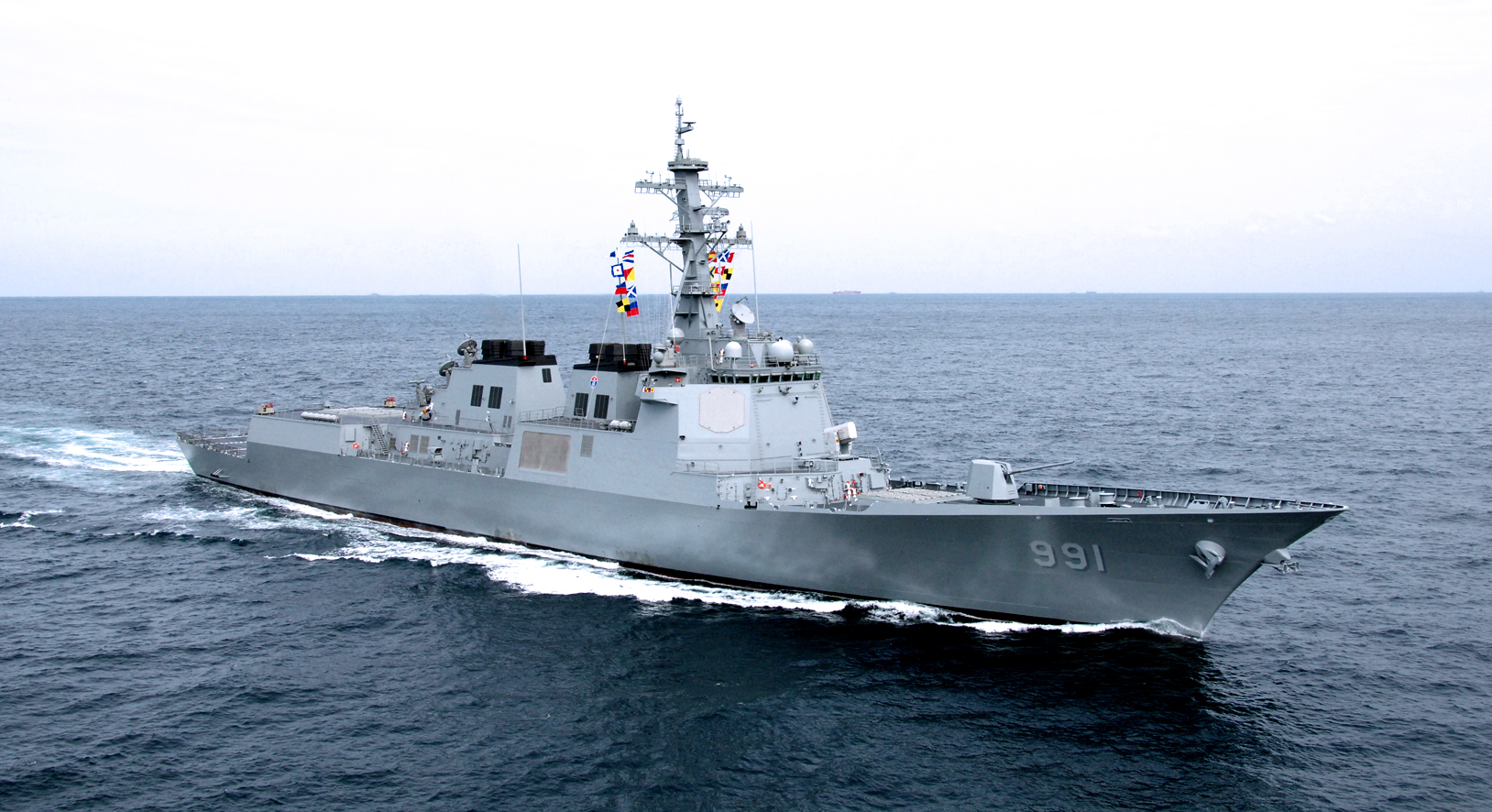
Tchedžo Veliký

Nejprve byly postaveny tři jednotky této třídy. Do služby byly zařazeny v letech 2008–2012. Jihokorejská loděnice Hyundai Heavy Industries (HHI) v Ulsanu postavila první a třetí, přičemž druhý postavila loděnice Daewoo Shipbuilding & Marine Engineering (DSME) v Okpo.
Jednotky třídy Tchedžo Veliký:
| Jméno                         | Verze   | Loděnice | Založení kýlu     | Spuštěna           | Vstup do služby   | Status  |
| ----------------------------- | ------- | -------- | ----------------- | ------------------ | ----------------- | ------- |
| Tchedžo Veliký (DDG-991)      | Batch I | HHI      | 30. května 2006   | 25. května 2007    | 22. prosince 2008 | aktivní |
| Julgok I I (DDG-992)          | Batch I | DSME     | 21. prosince 2007 | 14. listopadu 2008 | 31. srpna 2010    | aktivní |
| Seoae Ju Sǒngn-jǒng (DDG-993) | Batch I | HHI      | 8. března 2010    | 24. března 2011    | 30. srpna 2012    | aktivní |

## Konstrukce

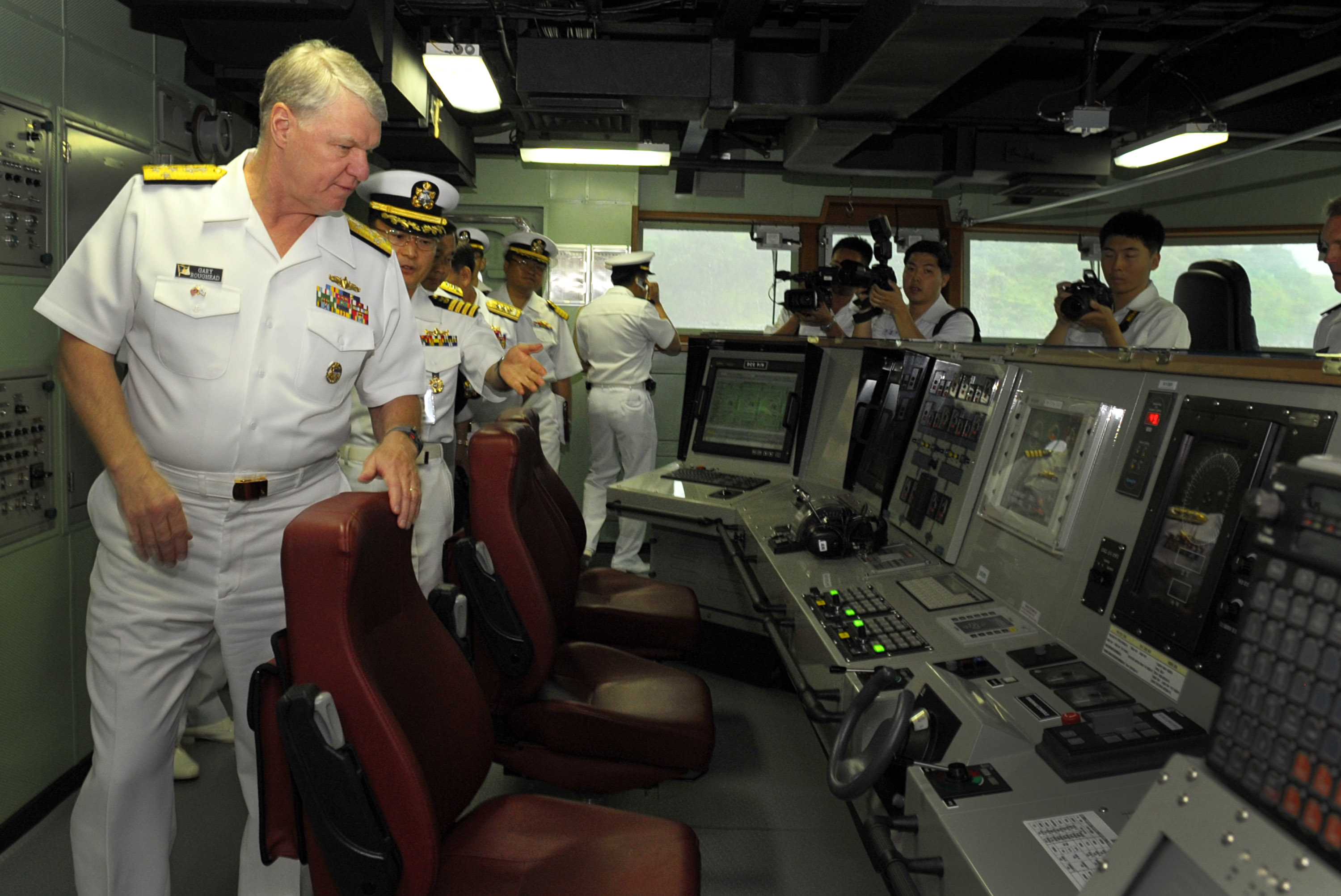
Můstek torpédoborce Tchedžo Veliký

Torpédoborec Seoae Ju Sǒngn-jǒng (DDG-993) během cvičení s americkým torpédoborcem USS Preble (DDG-88)

Torpédoborce nesou zbraňový systém Aegis s radarem SPY-1D. Jádrem jejich protiletadlové výzbroje jsou dvě skupiny vertikálních odpalovacích zařízení Mk 41, mající celkem 80 buněk, rozdělených do skupin po 48 a 32. Z nich jsou odpalovány řízené střely Standard SM-2 Block IIIB. Další vertikálně odpalovaná výzbroj je nesena v silech domácího typu K-VLS. Tato třída nese celkem 48 buněk K-VLS pro 16 raketových torpéd Hong Sang Eo a 32 protizemních střel Hyunmoo III.
Hlavňovou výzbroj tvoří jeden 127mm kanón KMK45 Mod 4 (licenční výrobek zbrojovky Mk 45 Mod 4) s délkou hlavně 62 ráží a jeden hlavní systém blízké obrany Goalkeeper CIWS s 30mm rotačním kanónem. Blízkou obranu doplňuje jeden systém RIM-116 Rolling Airframe Missile, nesoucí 21 protiletadlových řízených střel krátkého dosahu. K ničení lodí slouží 16 protilodních střel SSM-700K Hae Song. Raketová torpéda doplňují dva trojhlavňové 324mm torpédomety pro domácí lehká protiponorková torpéda K745 Chung Sang Eo. Na palubě je rovněž přistávací plošina a hangár uzmožňující operace dvou protiponorkových vrtulníků Super Lynx.
Pohonný systém je koncepce COGAG. Tvoří jej čtyři plynové turbíny General Electric LM2500, každý o výkonu 29 100 hp, pohánějící dva lodní šrouby se stavitelnými lopatkami. Lodě dosahují rychlosti 30 uzlů. Dosah činí 5500 námořních mil při rychlosti 20 uzlů.

### Modernizace
Korejské námořnictvo plánuje rozšířit výzbroj torpédoborců o řízené střely SM-3 a SM-6. S tím je spojena také modernizace jejich systému Aegis na novější verzi.